# Harriet Quimby
Harriet Quimby, född 11 maj 1875 i Michigan, död 1 juli 1912 i Squantum, Quincy, Massachusetts, var en amerikansk flygpionjär. Hon arbetade som reporter för en rad amerikanska tidskrifter. Den 1 augusti 1911 erhöll hon sitt flygcertifikat som den första kvinnan i USA.
Den 16 april 1912 blev hon den första kvinnan att flyga över Engelska kanalen, från Dover i England till Hardelot söder om Calais i Frankrike. Bedriften uppmärksammades dock föga, eftersom Titanic, det dittills största och förmodat säkraste passagerarfartyget, samtidigt med Quimbys överflygning hade kolliderat med ett isberg och gått till botten. Tre månader senare förolyckades hon i ett flyghaveri utanför Boston, som deltagare i en uppvisningsflygning.

## Biografi

### Tidiga år
Harriet Quimbys far William Quimby deltog på Nordstatssidan i det amerikanska inbördeskriget och fick efter krigets slut i enlighet med The Homestead Act ett ouppodlat stycke land på 160 acres tre mil söder om nuvarande Arcadia, där han levde som nybyggare med sin familj. 
Harriet Quimby föddes där troligen 1 eller 11 maj 1875. Varken födelseattest eller skolbetyg finns bevarade men vid folkräkningen i Manistee County, Michigan, 1880 finns familjen antecknad. Den bestod då av William Quimby 46 år, farmare, Ursula Quimby, 46 år, husmor, döttrarna Helen (Kittie) 10 år och Harriet (Hattie) 5 år.
På 1880-talet flyttade familjen till Kalifornien. I San Franciscos telefonkatalog för åren 1897-1903 står William och Harriet Quimby med egna telefonnummer vilket visar att Harriet vid den tidpunkten flyttat hemifrån och påbörjat sin karriär.
I 1900 års mantalslängd för San Francisco anger hon sitt yrke vara "actress" men hon fullföljde aldrig planerna på att bli skådespelare. I stället började hon skriva teaterrecensioner och artiklar om teater och skådespelare i The Dramatic Review of San Francisco. Längre fram skrev hon också artiklar i allmänna ämnen i The San Francisco Call och andra tidningar

### Journalist i New York (från 1903)

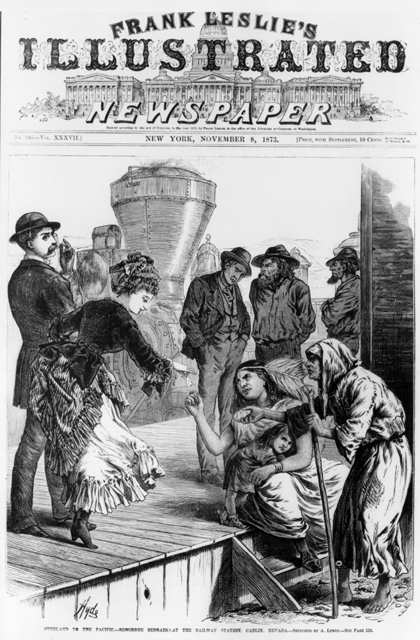
Leslies Illustrerade
8 november 1873.

1903 flyttade Quimby till New York och blev där medarbetare i den välkända Leslie's Illustrated Weekly, först som frilansare, sen som fast anställd.  Utöver teaterrecensioner och intervjuer med akrobater, primadonnor och artister blev hon 1906 kolumnist under rubriken Home and the Household.  Där gav hon goda råd till kvinnliga läsare, rådde dem att skaffa jobb och att bli självständiga och att klara sig på den låga inkomst en kvinnlig yrkesutövare kunde räkna med. Hon lärde också ut konsten att själv reparera sin bil. Det var inte många kvinnor som ägde en bil att tillämpa hennes lärdomar på, men Quimby var själv en entusiastisk bilägare och förare. Den tidens bilar kom inte upp i några högre hastigheter men när Quimby 1906 var på uppdrag på Vanderbilts racerbana fick hon en åktur i en racerbil. Hon beskrev i ett reportage tjusningen i att fara iväg i en öppen automobil i en fart av 160 kilometer i timmen.
Quimby skrev också i andra tidningar, ofta under olika manliga och kvinnliga pseudonymer. Artiklarnas innehåll återspeglade vad som för tillfället intresserade henne. Hon rapporterade från konstnärskollektiven i Monterey, studerade levnadsvanorna i San Franciscos Chinatown, och gjorde utrikesreportage från Kuba, Europa, Egypten, Island och Mexiko. Hon utvecklade en engagerande och lättläst stil och blev något av en succé både i yrkesliv och privat. Hon bildade inte familj utan levde ensam, vilket fordrade styrka i en tid när hustrurollen sågs som kvinnans mål och mening.
Utdrag ur en del av hennes artiklar återges under rubriken Harriet in her own words i Aviation History Projects 2007

### Flygdebuten

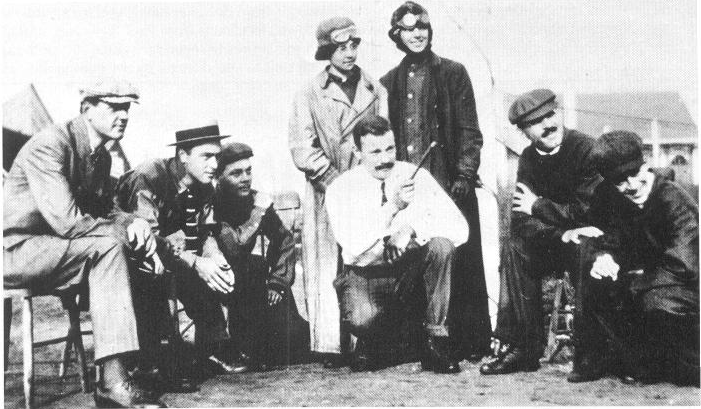
Moisants flygskola.

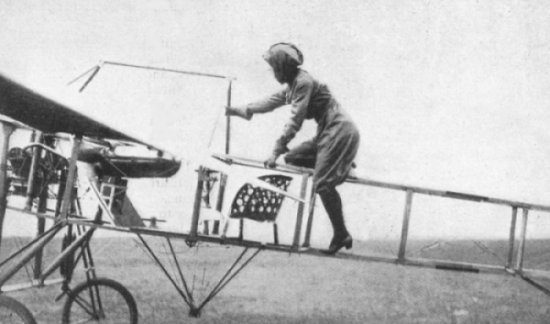
Ombordstigning.

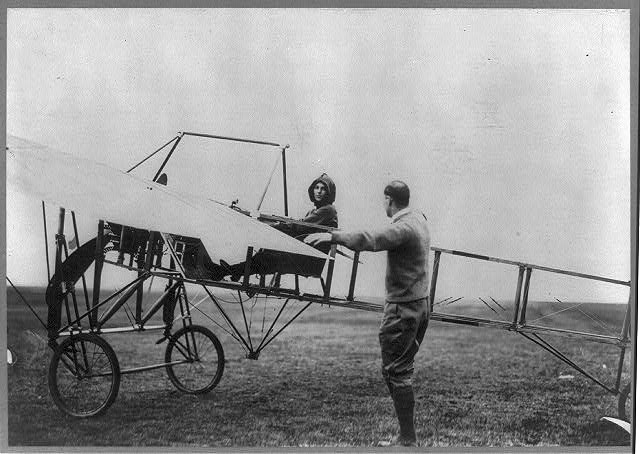
Instruktioner.

I oktober 1910 när Quimby på yrkets vägnar bevistade den stora flyguppvisningen Belmont Park Aviation Tournament  blev hon bekant med Matilde Moisant  och hennes bror John Moisant. Den senare representerade USA i en flygtävling runt Frihetsgudinnan, i vilken han slog sin brittiske medtävlande och därmed blev hjälte i USA. John Moisant var den förste att flyga över Engelska kanalen med passagerare. Det skedde 23 augusti 1910 i ett Blériot-plan med mekanikern Albert Fileux och katten Mademoiselle Fifi som passagerare.
Tillsammans med sin bror Alfred drev John Moisant en flygskola i Mineola. Flygskolor var självklart endast för män, men här accepterades såväl Quimby som Matilde Moisant som elever. Quimby försökte hålla det hemligt att hon tog flyglektioner men det läckte ut i pressen. Då tog hon själv hand om bevakningen och skrev en serie artiklar för Leslie's om sina upplevelser som flygelev.
Den 1 augusti 1911 tog Quimby som första kvinna i USA sitt flygcertifikat. John Moisant var då död. Han hade omkommit i ett haveri på nyårsafton 1910 vid träning inför tävlingen om Michelin Cup och dess pris på 4 000 dollar. Matilde Moisant fick certifikat nummer två. De var inte de första kvinnorna i luften, det var Blanche Stuart Scott som den 6 september 1910 för första gången lyfte från marken i ett Curtiss-plan. Hon blev professionell pilot men tog aldrig något certifikat.
John Moisant hade tjänat pengar på att ge flyguppvisningar och delta i tävlingar. Quimby följde i hans spår. Hon klädde sig inte i männens läderjackor och läderhuvor utan designade en dräkt som bestod av en overall med huva i purpurfärgad satäng. Iklädd denna startade hon sin nya karriär. Den 4 september flög hon ett eget plan över huvudena på besökarna på Richmond County Fair i den första nattflygning en kvinna företagit. Hon skrev artiklar som "Hur en kvinna lär sig flyga" och "Hur jag erhöll min pilotlicens" och fortsatte rapportera sina erfarenheter av flygningen. Hon skrev att flygning skulle kunna vara den perfekta sporten för en kvinna och förutspådde att flyget skulle komma att användas för postbefordran, flygfotografering, och samtidig befordran av ett stort antal passagerare.
Genom sina artiklar och sin framtoning i den purpurfärgade byxdressen, armbågslånga handskar och högklackade stövlar blev Quimby känd. Hon gavs smeknamnet "the Dresden China Aviatrix" och erbjöds svindlande stora summor för sin medverkan i flyguppvisningar.

### Egen beskrivning av första flyglektionen
I en artikel i Colliers Magazin den 30 september 1911 beskriver Quimby sin första flyglektion:
- In taking my flying lessons, the first of which was cutting across the field in a heavy machine, barely touching the grass as I slid over it, I felt much as a child feels while riding a sled down hill. The sensation was not very different when I was permitted to raise the planes of the machine for a slight ascent. That sensation grew into a fascinating feeling of freedom when the motor carried me twenty-five, fifty, and finally several hundred feet up. Swinging around and around, with the propeller making 1,400 revolutions a minute, an aeroplane soars through the air as lightly as an eagle takes its flight.
- Översättning:  
 När jag fick mina flyglektioner, där den första bestod i att köra tvärs över fältet i en tung maskin som nätt och jämnt rörde vid gräset den gled över, kände jag mig som ett barn som åker kälke utför en backe. Känslan var ungefär densamma när jag fick tillstånd att vinkla vingklaffarna för att bli en smula luftburen. Den växte till en hänförande frihetskänsla när motorn bar mig tio, tjugo och slutligen hundra meter upp i luften. När ett flygplan stiger i cirklar och propellern roterar med 1.400 varv/minut, svävar det genom luften så lätt som en örn lyfter.[14]

### Över Engelska kanalen
I november 1911 deltog Quimby och Matilde Moisant i en flyguppvisning i Mexico City  som ingick i firandet av Mexikos nyvalde president Francisco Madero. Vid återkomsten till New York vidareutvecklade Quimby sina planer på att som första kvinna göra om Louis Blériots bedrift från 25 juli 1909: att flyga över Engelska kanalen. Hon höll sina planer hemliga, rädd för att bli föregången av någon europeisk aviatris. Blériot hade flugit i sitt egenkonstruerade monoplan Blériot XI. Quimby, som hittills endast flugit ett Moisantplan, ville också använda det mycket populära Blériot-planet, som börjat tillverkas på andra ställen än i Frankrike, längre fram också i Sverige av Thulinverken som bildades 1914 i Landskrona.  Sponsrad av Leslie's Illustrated begav sig Quimby till Europa i mars 1912. Hon ville köpa ett tvåsitsigt 70-hästkrafters Blériot-plan direkt från fabriken i Frankrike, men det fanns inget tillgängligt. Hon lånade då ett ensitsigt 50-hästkrafters plan av Louis Blériot.
Blériot hade startat från Les Baraques nära Calais i Frankrike och flugit till Dover Castle i England. Quimby planerade att ta den motsatta vägen. Hon kunde inte bli den första kvinnan i luften över kanalen, eftersom Gustav Hamel flugit över den med en kvinnlig passagerare, men väl den första kvinnliga piloten. Quimby hade aldrig tidigare flugit långdistans över vatten, aldrig det plan hon nu lånat och aldrig använt kompass. Allmänt ansågs att det var omöjligt för en kvinna att genomföra en sådan flygning. Hamel erbjöd sig att ersätta henne och flyga över kanalen iförd hennes purpurröda flygdress, något som hon avböjde.

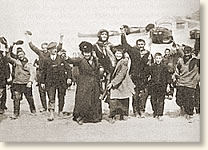
Quimby firas när hon landat i Frankrike.

Dåligt väder försenade starten. Den 15 april nåddes hon och världen av nyheten att Titanic gått under. Den 16 april körde hon bil till Dover och startade med Blériot-planet klockan 17.30  mot Calais. Hon flög på mellan 300 och 600 meters höjd och nådde efter 59 minuters flygning inte Calais, men stranden vid Hardelot, fyrtio kilometer därifrån. En entusiastisk skara ur den lokala fiskarbefolkningen tog emot henne.
Quimby hade lyckats med föresatsen att bli den första kvinnliga flygaren över Engelska kanalen. I pressen överskuggades hennes bedrift av rapporteringarna kring Titanic-katastrofen. Det som osänkbart ansedda fartyget hade kolliderat med ett isberg, sjunkit och dragit med i djupet 1 522 män, kvinnor och barn av de 2 227 ombordvarande.
Nära två månader efter flygningen över Engelska kanalen skrev Quimby en kortare redogörelse för färden som publicerades i Wilkes-Barre Times Leader den 5 juni 1912. Den 12 juli 1912, det vill säga efter Quimbys död, publicerades i Fly Magazine på sidorna 8-10 vad som uppgavs vara den fullständiga artikel hon skrivit om färden över Engelska kanalen.

### 1 juli 1912
Quimby hade köpt ett tvåsitsigt Blériot XI-plan. På kvällen fredagen den 1 juli 1912 skulle hon göra en uppvisningsflygning vid The Third Annual Boston Aviation Meet i Squantum, Massachusetts.

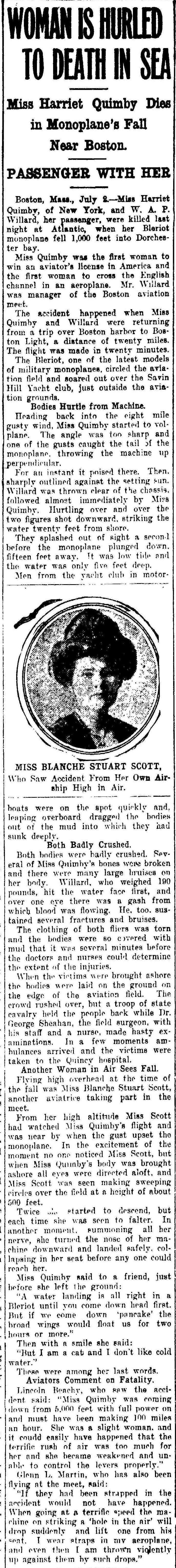
Artikel i Fort Wayne Sentinel 2 juli 1912.

Hon skulle flyga från Harvard Field över Dorchester Bay till Boston Light och tillbaka. Dagen därpå skulle hon upprepa denna flygning på 32 km i ett försök att sätta rekord.

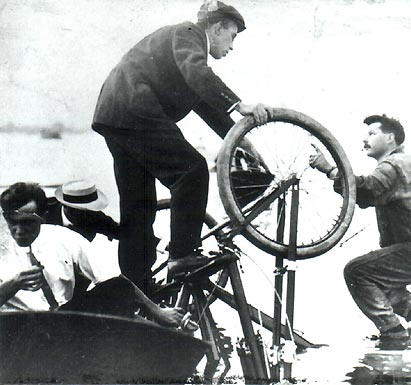
Vraket efter det havererade planet.

William A. P. Williard, uppvisningens organisatör, var passagerare.  På återvägen till Harvard Field på en höjd av 1500 fot och inför 5000 åskådare gjorde planet en oväntad dykning och Willard kastades ur. Med det bakre sätet tomt var tyngdpunkten för planet allt för mycket förskjuten för att Quimby skulle kunna räta upp det. Det dök vertikalt mot marken och hon kastades ur ett par sekunder efter Williard. Det tomma planet fortsatte neråt, slog runt i vattenbrynet och blev vrak. 
Det spekulerades mycket över orsaken till tragedin och i flera tidningar framfördes åsikten att den kunnat undvikas om Williard och Quimby haft säkerhetsbälten. Orsaken till planets dykning skulle kunna vara att Williard, som var en storvuxen man, böjt sig fram eller rest sig upp för att säga något till Quimby, varvid det lätta planet förlorat balansen.  
Några tidningsartiklar 1912:
- New York Times, 17 april 1912, sidan 15, "Quimby flies English Channel"
- New York Times, 21 juni 1912, sidan 14, "Woman to fly with mail; Miss Quimby Plans Air Trip from Boston to New York"
- New York Times, 2 juli,  1912, sidan 01, "Miss Quimby dies in airship fall"
- New York Times, 3 juli 1912, sidan 07, "Quimby tragedy unexplained"
- New York Times, 4 juli 1912, sidan 07, "Services for Harriet Quimby to-night"
- New York Times, 5 juli 1912, sidan 13, "Eulogizes Harriet Quimby"
- New York Times, 7 juli 1912, magazine, "When aviation becomes not only dangerous but foolhardy"

Amelia Earhart som var femton år när Quimby förolyckades beundrade henne mycket. När hon själv blivit en berömd flygare förklarade hon att Quimbys bragd att flyga över Engelska kanalen under då rådande förhållanden fordrade mer mod och skicklighet än att i dagsläget flyga över Atlanten.

## Eftermäle och minnesmärken
När William Quimby med familj 1867 kom som nybyggare till Bear Lake, sedermera Arcadia, var området vildmark. År 1880  hade byn Arcadia vuxit upp, ett samhälle som år 2000  hade 621 mantalsskrivna innevånare. Den 25 maj  2000 invigdes strax utanför Arcadia, där William Quimbys nybygge legat, en minnestavla över Harriet Quimby. Tal hölls bland annat av Edward Hall,  som skrivit boken Harriet Quimby:America's First Lady of the Air.

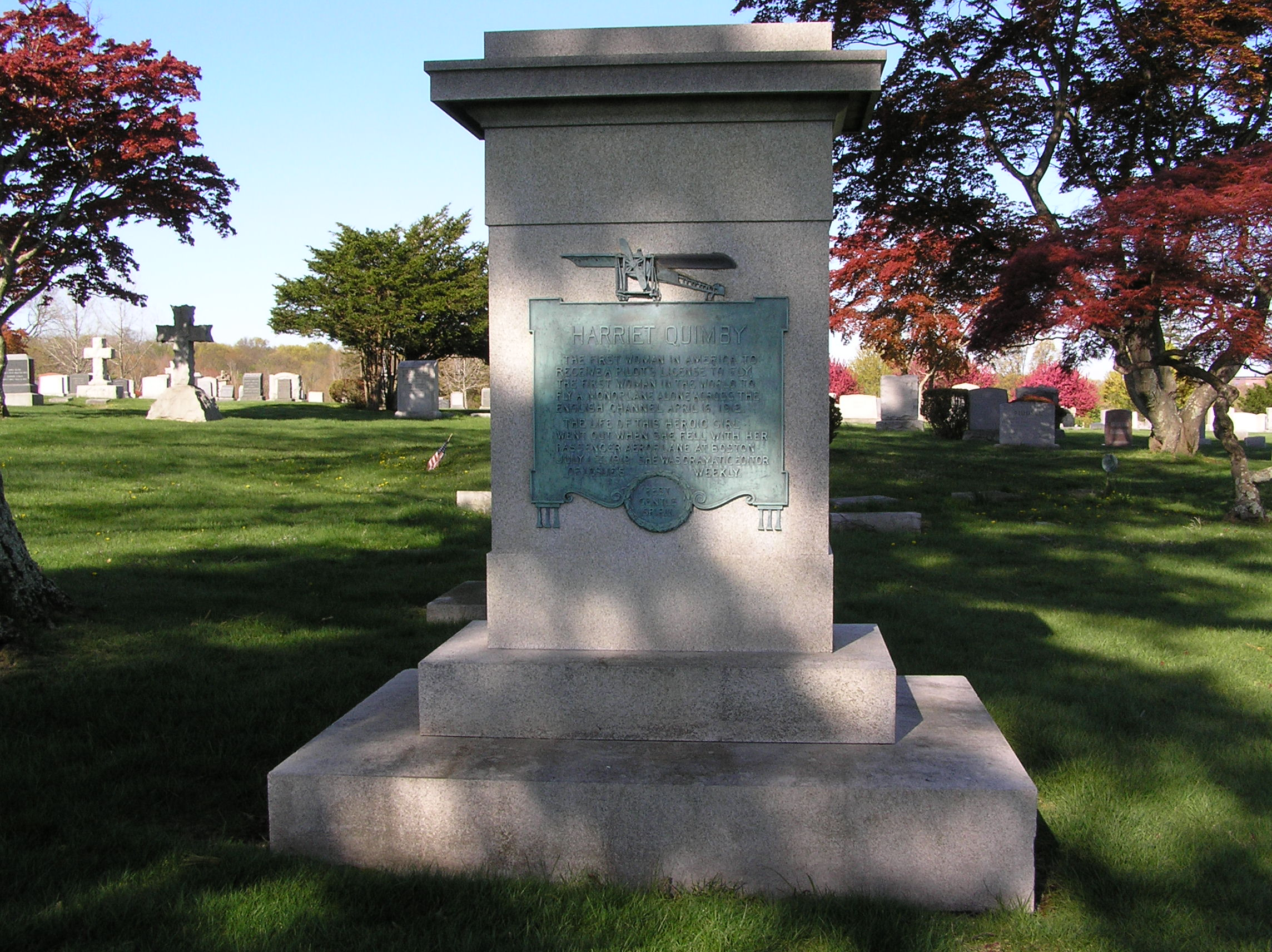
Minnestavla i Arcadia, Michigan.

Han framhöll att Harriet Quimby förutom att hon var den första kvinnan i USA som erhållit flygcertifcat hade engagerat sig i kvinnans frigörelse så att a woman today can dream of what she wants to do and go for it, because of women like Harriet Quimby ( en kvinna kan i dag drömma om vad hon skulle vilja göra och gör det tack vare kvinnor som Harriet Quimby) 
17 juli 2004 inskrevs Harriet Quimby i The National Aviation Hall of Fame.
1991 trycktes ett  50-cents  frimärke för flygpost med Harriet Quimbys bild.
Nedslagskratern Quimby på planeten Venus är uppkallad efter henne.

### Videor
- En fyra minuters video om Harriet Quimby utgavs den 25 mars 2008 på YouTube.[1]
- En tolv minuters video om Harriet Qyimby med titeln An American Hero utgavs 31 oktober 2010 på YouTube.[2]